# 鹿寨县
鹿寨县是中国广西壮族自治区柳州市所辖的一个县。总面积为3358平方公里，縣人民政府駐鹿寨鎮。

## 行政区划
鹿寨县下辖6个镇、3个乡：
鹿寨镇、中渡镇、寨沙镇、平山镇、黄冕镇、四排镇、江口乡、导江乡和拉沟乡。

## 人口
根據第七次人口普查數據，截至2020年11月1日零時，鹿寨縣常住人口為337298人。

## 交通
- 梧柳高速、 泉南高速、 汕昆高速、 322国道， 323国道过境。
- 鹿寨站：湘桂铁路
- 鹿寨北站：衡柳铁路

## 特产
鹿寨蜜橙：中国地理标志产品。古称“上龙橙”，历史上主要集中于导江乡古董村上龙屯种植而得名。至今上龙屯仍存数十株近百年前栽种的古上龙橙树，